# Diospyros villosa
Diospyros villosa är en tvåhjärtbladig växtart som först beskrevs av Carl von Linné, och fick sitt nu gällande namn av De Winter. Diospyros villosa ingår i släktet Diospyros och familjen Ebenaceae. Utöver nominatformen finns också underarten D. v. villosa.